# Popis seljačkih buna
Popis seljačkih buna:

## Seljačke bune u Hrvata
Popis seljačkih buna čiji dio su bili i Hrvati:
- Pobuna pučana na Hvaru ( Hvarska buna ) Matija Ivanića od 1510. – 1514.
- Seljačka buna u Ivancu i Beli 1568. – 1569. godine
- Hrvatska i slovenska Velika Seljačka buna iz 1573. godine

- Seljačke bune za Turskog Carstva
  - Pobuna seljaka u Bosni 1834.
  - Pobuna seljaka u Bosni 1835. (suradnja katoličkih i pravoslavnih kmetova!)

- Seljačke bune za Austro-Ugarske
  - Seljačko odmetanje 1874. - Nevesinjski ustanak (tako je nazvan, iako se je tjedan prije, 3. srpnja prvo pobunilo selo Gabela)
  - Pobuna seljaka u Irigu 1904.

- Seljačke bune za Kraljevine Jugoslavije
  - Pobuna seljaka u Velikom Grđevcu 5.rujna 1920. zbog žigosanja stoke, koja se proširila na sve dijelove sjeverne Hrvatske (Bjelovar, Varaždin)
  - Pobuna seljaka u Sibinju kod Slavonskog Broda 1935.
  - Pobune seljaka u Andrijevcima, Bošnjacima i Perkovcima

- Seljačke bune u krajevima pod fašističkom Italijom
  - Pobuna seljaka na Proštini (kod Pule) 1921.

## Seljačke bune u Europi
- Seljačka buna u Flandriji 1323. – 1328.
- Žakerija u sjevernoj Francuskoj 1356. – 1358.
- Tylerova buna iz 1381. u Engleskoj
- Bobâlna u Sedmogradskoj 1437.
- Kentska buna 1450.
- Buna Jurja Dózse u Sedmogradskoj 1514.
- Slovenska seljačka buna 1515.
- Seljačka buna u Švapskoj 1520. – 1525. ( "Crna družina" i Florian Geyer )
- Bolotnjikovljeva buna u jugoistočnoj i jugozapadnoj i u donjem i srednjem Povolžju u Rusiji 1606.
- Buna Stijenke Razina 1670. u Zavolžju u Rusiji
- Pobuna rumunjskih seljaka 1907. u Moldavskoj i Vlaškoj

## Seljačke bune u svijetu
- Bokserski ustanak 1900.